# 지린성
지린성(중국조선어: 길림성; 중국어: 吉林省, 병음: Jílín Shěng; 만주어: girin ula) 또는 길림성은 중화인민공화국 둥베이 지방의 한 성이다.

## 역사
고대에 지린성 동부의 삼림지대에는 퉁구스 계의 수렵민족이 거주했고, 성 중부의 평원지대에는 예맥족이 잡거하였다. 예맥족들은 부여를 건국했다. 부여에서 갈라져 나온 고구려는 성 서남부의 지안을 거점으로 하여 일대 강국을 건설했다. 고구려는 기원전부터 668년까지 지린성의 거의 대부분을 통치하였고, 고구려가 멸망한 이후에는 발해가 당나라를 몰아내고 698년부터 926년까지 이 지역을 통지했었다. 지린성은 거란이 세운 요나라의 판도에 들어갔다. 여진족의 금나라와 몽골족의 원나라 역시 통치했었다.
청 초기에 영고탑이 지린으로 이주하면서 지린성이 설치되었다. 이 때에는 지린장군의 통치하에 있었는데, 이 시기의 지린성은 동쪽으로 현재 러시아의 프리모르스키 지방의 거의 대부분을 통치하고 있었으며 동해에 맞닿아 있었다. 한족의 이주는 엄격히 금지되었었다.
그러나 프리모르스키 지방(연해주)이 베이징 조약으로 1860년에 러시아로 넘어가면서부터 청조(淸朝)는 한족의 이주를 허용하기 시작하였는데 거의 대부분의 사람들이 산둥성 지역에서 건너왔다. 20세기가 시작될 무렵에는 이미 한족이 이 지역의 주된 민족그룹이 되어 있었다. 1932년에는 일제의 괴뢰정부인 만주국이 세워지면서 지린성은 그 판도에 속하게 되며 지린성의 창춘은 만주국의 수도였다. 일제가 1945년에 패망하면서 이 지역의 만주의 다른 지역과 사실상 마찬가지로 소비에트 연방의 공산주의자들의 수중에 떨어지게 된다. 1946년 통화 사건으로 인민해방군과 독립군은 일본군 패전병을 진압했다. 중국의 공산주의자들은 만주를 발판으로 하여 다른 중국 지역을 점령하기에 이른다.
1949년의 지린성은 현재보다 훨씬 작아서 단지 창춘과 지린시 일대를 포함할 뿐이었다. 당시의 성도는 지린시(吉林市)였고, 창춘(長春)은 성으로부터 독립된 직할지역이었다. 1950년대에 지린성은 확장되어 현재의 경계를 확정한다. 문화대혁명 기간 동안 지린성은 팽창하여 네이멍구의 일부를 차지하면서 한때는 경계의 일부를 몽골과의 국경으로 설정하기도 하였으나 후에 복귀되었다. 현재 지린 성은 중공업에 기반한 다른 중국의 둥베이 지방과 마찬가지로, 사유화와 관련된 경제적 어려움을 겪고있다. 1954년 9월 27일에는 지린성 인민정부가 지린시에서 창춘시로 이전했다.

## 지리
지린 성은 남동부가 높고 북서로 가면서 낮아지는 형태를 보인다. 평원은 전체 면적의 30~40%를 차지하고, 산지 구릉 지대가 60%가량 된다. 주요 산지로는 백두산(白頭山), 지린하다 산(吉林哈達山, 길림합달산, 2402m), 룽강 산(龍崗山, 용강산, 1986m), 라오링(老岭) , 다헤이 산(大黑山, 대흑산, 2168m) 등이 있다. 백두산은 둥베이에서 가장 높은 산이며 높이는 2691m이다. 주요한 평원과 분지로는 쑹넌(松嫩) 평원, 쑹랴오(松遼) 평원, 옌지(延吉) 분지, 훈춘(琿春) 분지, 둔화(敦化) 분지 등이 있다.
지린 성의 수계는 크게 넷으로 나누어지는데, 가장 동남쪽으로 흘러가는 압록강과 두만강, 남쪽 경계를 따라서는 랴오허 강의 지류들, 그리고 나머지 지역들은 아무르강의 지류들인 쑹화강과 무단 강이다.
지린 성은 북방 대륙성 계절풍 기후에 속하며 길고 추운 겨울과 짧고 따뜻한 여름을 관찰할 수 있다. 1월의 평균 기온은 -20 °C에서 -14 °C까지 떨어지며, 7월에는 16 °C에서 24 °C 사이에 분포한다. 연 강수량은 350~1000mm 정도이다.
남쪽에는 북한이 있다.

## 행정구역
지린성은 9개의 지급 행정구역으로 이루어진다. 8개는 시이고 1개는 자치주이다. 내용은 다음과 같다.
| 지린 성의 행정 구역 | 지린 성의 행정 구역                   | 지린 성의 행정 구역 | 지린 성의 행정 구역          | 지린 성의 행정 구역 | 지린 성의 행정 구역 | 지린 성의 행정 구역 | 지린 성의 행정 구역 | 지린 성의 행정 구역 | 지린 성의 행정 구역 | 지린 성의 행정 구역 | 지린 성의 행정 구역 |
| ------------------- | ------------------------------------- | ------------------- | ---------------------------- | ------------------- | ------------------- | ------------------- | ------------------- | ------------------- | ------------------- | ------------------- | ------------------- |
|                     |                                       |                     |                              |                     |                     |                     |                     |                     |                     |                     |                     |
| №                   | 이름                                  | 한자                | 병음                         | 면적 (Km2)          | 인구 (2018~2020)    | 시청소재지          |                     |                     |                     |                     |                     |
| 부성급시            |                                       |                     |                              |                     |                     |                     |                     |                     |                     |                     |                     |
| 1                   | 창춘시 (장춘시)                       | 长春市              | Chángchūn Shì                | 20571.00            | 7,538,000           | 난관 구             |                     |                     |                     |                     |                     |
| 지급시              |                                       |                     |                              |                     |                     |                     |                     |                     |                     |                     |                     |
| 2                   | 바이청시 (백성시)                     | 白城市              | Báichéng Shì                 | 25692.29            | 1,885,000           | 타오베이 구         |                     |                     |                     |                     |                     |
| 3                   | 바이산시 (백산시)                     | 白山市              | Báishān Shì                  | 17473.73            | 1,181,000           | 훈장 구             |                     |                     |                     |                     |                     |
| 4                   | 지린시 (길림시)                       | 吉林市              | Jílín Shì                    | 27659.79            | 4,116,000           | 촨잉 구             |                     |                     |                     |                     |                     |
| 5                   | 랴오위안시 (요원시)                   | 辽源市              | Liáoyuán Shì                 | 5140.45             | 1,172,400           | 룽산 구             |                     |                     |                     |                     |                     |
| 6                   | 쓰핑시 (사평시)                       | 四平市              | Sìpíng Shì                   | 14382.34            | 2,160,000           | 티에시 구           |                     |                     |                     |                     |                     |
| 7                   | 쑹위안시 (송원시)                     | 松原市              | Sōngyuán Shì                 | 21089.38            | 2,750,000           | 닝장 구             |                     |                     |                     |                     |                     |
| 8                   | 퉁화시 (통화시)                       | 通化市              | Tōnghuà Shì                  | 15607.80            | 2,147,400           | 둥창 구             |                     |                     |                     |                     |                     |
| 자치주              |                                       |                     |                              |                     |                     |                     |                     |                     |                     |                     |                     |
| 9                   | 옌볜 조선족 자치주 (연변조선족자치주) | 延边朝鲜族自治州    | Yánbiān Cháoxiǎnzú Zìzhìzhōu | 43509.10            | 2,086,600           | 옌지 시             |                     |                     |                     |                     |                     |

9개의 지급 행정구역은 다시 60개의 현급 행정구역으로 나뉜다.

## 경제
2008년 지린 성의 총 GDP는 941억 달러였고 매년 16%씩 증가하고 있다. GDP는 2003년 이래로 두자리 수의 성장률을 보이고 있으며 2003년부터 2007년까지 51% 성장하였다. 2008년 1인당 GDP는 3443달러였다. 동시에 기업들의 가치와 이윤이 2005년에 비해 각각 19%, 30%씩 가파르게 성장하였다.
지린의 농업 생산은 쌀, 옥수수, 수수가 중심이다. 쌀은 옌볜과 같은 동쪽 지역에서 주로 재배된다. 창바이산맥은 목재의 중요한 보고이다. 목양은 바이청과 같은 서쪽 지역의 주요 경제 활동이다.
중국의 다른 지역과 비교해서 규조토, 규회석, 부석, 몰리브덴이 막대하게 매장되어있다. 지린의 산업은 자동차, 기차와 같은 운송 수단과 철 합금 산업에 집중되어있다.
지린은 중국의 중요한 농업 생산지 중 하나이다. 목재 생산량은 전국에서 6위를 차지하였다. 중국 전통의학에서 널리 쓰이는 인삼과 녹용의 생산량이 중국에서 가장 많다.
지린성은 2019년 지역총생산이 11726억8200만 위안으로 전년 대비 3.0% 증가했다.1차산업은 1287억3200만 위안(2.5%), 2차산업은 4134억8200만 위안(2.6%), 3차산업(6304억6800만 위안)으로 3.3% 증가했다.지역 총생산에서 차지하는 1차산업의 비중은 11.0%, 2차산업의 비중은 35.2%, 3차산업의 비중은 53.8%였다.
2019년 지린(吉林)성 주민 소비자가격은 전년보다 3.0% 올랐다. 농업 생산자재 가격이 8.3% 올랐다. 농산물 생산자 가격은 8.7% 올랐다. 공업 생산자의 공장 출하 가격이 1.1% 하락했다. 공업 생산자의 구매 가격이 0.8% 하락하다. 고정자산 투자 가격이 2.6% 올랐다.
2019년 지린성의 지방재정 수입은 1116억8600만 위안으로 전년보다 10.0% 줄었다. 이 가운데 세수는 797억8900만 원으로 10.5% 줄었다. 연간 지방재정 지출은 3933억4200만 원으로 3.8% 늘었다.
2019년 지린성(吉林省)의 고정자산투자(농가 제외)는 전년보다 16.3% 감소했다. 1차산업 투자는 51.4%, 2차산업 투자는 37.7%, 3차산업 투자는 4.9% 감소했다. 인프라 투자 2.8%, 민간투자 26.7%, 6대 에너지 다소비 52.3% 감소

### 교통
500km의 고속도로를 포함해 35,216km의 도로가 있다. 지린에는 원래 일본에 의해 건설된 창춘을 중심축으로 하는 우수한 철도망이 있다. 4개의 새 철도 부설 계획이 2007년에 착공하였다. 창춘-지린선은 2010년 완공 예정이었다 두 도시를 오가는데 걸리는 시간을 현재의 96분에서 30분으로 감소시킬 것이다.
주요 공항으로는 창춘 룽자 국제공항과 옌지 차오양촨 공항, 퉁화 류허 공항이 있다.
지린은 내륙이지만 4월부터 11월까지 강으로 항해가 가능하다. 주요 강을 낀 항구로 다안, 지린, 푸위가 있다. 2007년에 지린은 강 항구의 1단계 공사를 마치고 2단계 공사에 들어갔다. 항구는 쑹화강에 위치해있고 매년 200만톤의 화물을 처리하며 둥베이 지방의 수로들을 연결한다.

## 주민
지린 성은 다민족 성으로 한족 외에 조선족, 만주족, 몽골족, 회족, 시버족 등 55개 소수민족이 있으며 소수민족 인구는 218만5700명으로 전체 인구의 7.96%를 차지한다.조선족 10만40167명, 만주족 866365명, 몽골족 14만5039명, 회족 1만18799명, 시버족 3113명이다.이들 5개 소수민족을 제외한 나머지 소수민족은 1만222명으로 가장 인구가 적은 두룽족은 1명에 불과했다. 조선족, 만주족, 몽골족, 회족, 시버족은 세거족이다. 지린 성에 거주하는 조선족들은 대부분 연변 조선족 자치주와 장백 조선족 자치현에 거주한다. 몽골족들은 첸궈얼뤄쓰 몽골족 자치현에 거주하고 만주족들은 이퉁 만족 자치현에 거주한다.

## 같이 보기
- 연변 조선족 자치주
- 장백 조선족 자치현
- 이퉁 만족 자치현
- 첸궈얼뤄쓰 몽골족 자치현